# Původní antigenní hřích
Původní antigenní hřích (angl. original antigenic sin, OAS) je imunologický fenomén vysvětlující neschopnost imunitního systému vytvořit plnohodnotnou imunitní odpověď proti vzájemně příbuzným antigenům. Předchozí setkání určitého antigenu s imunitním systémem má za následek nedostatečnou, případně až nulovou reakci na příbuzný antigen. Za jeho objevem stojí Thomas Francis mladší, který tento jev popsal v rámci své doktríny na modelu chřipky typu A . Zmíněné antigeny mohou mít původ v široké škále patogenů, včetně RNA virů či bakterií. Imunitní systém ignoruje antigen jako nový mikroorganismus, přičemž ho nesprávně rozpoznává jako něco jiného, což vyvolá škodlivé dopady po sekundární infekci. V praxi se existence původního antigenního hříchu uplatňuje například při vývoji vakcín . 

## Obecný princip
Na principu fungování tohoto fenoménu se podílí jak složky přirozené, tak adaptivní imunity. Nejprve dochází k prvotnímu setkání s patogenem (zde bude jako příklad sloužit virus určitého sérotypuu, virus 1). Imunitní systém reaguje na přítomnost infekčního agens primární odpovědí, která typicky trvá delší časový úsek (až 14 dní) a jejím úkolem je nastartovat účinné buněčné i humorální složky, které se spolupodílí na boji proti invadujícímu patogenu. Důsledkem primární imunitní odpovědi je také tvorba paměťových buněk a protilátek disponujících vysokou antigenní specifitou. Díky schopnosti adaptivní imunity vytvářet imunitní paměť, a vykazovat tak sekundární imunitní odpověď, je každé další setkání s konkrétním patogenem řešeno rychleji a účinněji. 
Pokud se imunitní systém později setká s jiným typem viru (virus 2, sérotyp 2), měla by výše zmíněná odpověď proběhnout stejným principem, tedy navozením primární a následně i sekundární imunitní odpovědi. Tento virus ale může být viru původnímu podobný z hlediska sérotypu. V tomto případě se mohou uplatnit mechanismy původního antigenního hříchu, kdy je tento virus chybně rozpoznán, z hlediska jeho antigenní podobnosti, jako virus prvotního setkání, a je zahájena sekundární imunitní odpověď proti viru 1. Důsledkem je poté neefektivní odpověď proti momentálně probíhající infekci. Mechanismy původního antigenního hříchu mohou mít ale také podobu neschopnosti rozeznat tyto dva sérotypy od sebe.

## Protilátkové a buněčné pozadí původního antigenního hříchu

### Protilátkové pozadí
Při zmíněném prvotním setkání s virem modelového sérotypu 2 dochází k tvorbě protilátek specifických pro sérotyp viru 1. Paměťové B-lymfocyty totiž využívají paměti, která byla vytvořena při imunitní reakci proti sérotypu 1. Virus 2 je tedy prakticky při rozpoznávání imunitním systémem zaměněn za virus 1. Problém nastává hlavně v případě, kdy je virus 2 doopravdy odlišný od původně rozpoznávaného antigenu viru 1, což ve svém důsledku vede k neschopnosti imunitního systému účinně zvládnout novou patogenní invazi. To se může projevit nepřesností odpovědi, popřípadě imunitní odpověď zcela selhává a patogen není účinně eliminován.
Zmíněné protilátky vznikající na podkladu původního antigenního hříchu se nazývají jako „zkříženě reaktivní“ (angl. cross-reactive). 

### Buněčné pozadí
Původní antigenní hřích zprostředkovávají také paměťové T-lymfocyty, konkrétně paměťové cytotoxické T-lymfocyty. Ty jsou preferenčně schopné zareagovat v rámci sekundární imunitní odpovědi na infikované buňky virem 2, namísto buněk naivních, tak jak by tomu, nebýt existence původního antigenního hříchu, mělo být. Paměťové T-lymfocyty vystavují větší množství cytokinových receptorů či adhezivních molekul, které jim umožňují rychlejší reakci na infikované buňky v rámci sekundární imunitní odpovědi. Avšak na základě antigenní odlišnosti sérotypu viru 2 nemusí být avidita vůči T-buněčnému receptoru dostatečně silná, a následná odpověď tak dostatečně účinná (například je produkováno menší množství lytických enzymů)..

## Klinické implikace s příklady na vybraných infekcích
Hlavním rizikem je fakt, že mechanismy původního antigenního hříchu škodí víc, než kdyby antigen (viru 2) nebyl rozpoznáván vůbec..
Původní antigenní hřích se v klinické praxi propisuje v mnoha infekcích a také při vývoji vakcín. Vybrané z nich jsou zmíněny zde:

### Dengue virus
Tento virus, náležící k čeledi Flaviviridae, způsobuje v různých frekvencích v populaci tři onemocnění, konkrétně horečku dengue, hemoragickou horečku dengue či šokový syndrom dengue. Virus dengue se vyskytuje ve formě čtyř základních sérotypů (DENV 1-4) a je přenášen moskyty z rodu Aedes. Na základě původní infekce sérotypy DENV 1, 3 a 4, může docházet při následném setkání s DENV 2 k sekundární imunitní odpovědi vedoucí k produkci zkříženě reaktivních protilátek proti DENV 1, 3 a 4. V důsledku původního antigenního hříchu tak může neschopnost boje proti infekci DENV 2 vést až k propuknutí klinicky závažného šokového syndromu dengue.

### Virus lidské imunitní nedostatečnosti (HIV)
Dlouhodobá problematická cesta vývoje vakcíny proti tomuto sexuálně přenosnému viru, se mimo jiné pojí právě s existencí původního antigenního hříchu. HIV je virus s vysokou mutační frekvencí. Tato skutečnost souvisí s neschopností vyvinutí dostatečně účinné vakcíny, respektive takové, která by zajistila efektivní sekundární imunitní odpověď proti nově vzniklým virovým variantám, aniž by docházelo k uplatnění původního antigenního hříchu.